# معظم شاه سلطان قدح
السلطان معظم شاه (توفي عام 1202) هو سلطان قدح الثاني. هو نجل السلطان علي الدين المظفر شاه. في 20 يوليو 1179، أعُلن سلطان قدح وأقام في مدينة تل مريم. في 1 أكتوبر 1180، بنى مدينة كاملة بالقصور والقاعات الأمامية وأطلق عليها اسم مدينة النهر الذهبي.
في 3 مايو 1202، توفي بسبب الجفاف ودفن في مدافن لانجار تل مريم.